# Tina Vrščaj
Tina Vrščaj, slovenska pisateljica, literarna kritičarka in prevajalka; * 31. januar 1987, Ljubljana.
Leta 2010 je diplomirala iz primerjalne književnosti in angleškega jezika na Filozofski fakulteti v Ljubljani. Deluje kot svobodna umetnica. Piše literarne kritike in eseje za različne revije in časopise. Literarne kritike objavlja v Delu, reviji Literatura, na spletnih portalih Literatura in AirBeletrina, največ pa jih je napisala za časopis Pogledi.
Napisala je romane Zataknjena v pomladi (2010), Odradek (2012) in Na Klancu (2022). Za slednjega je leta 2022 prejela nagrado modra ptica. V zbirki Čebelica je leta 2017 izšla njena pravljica za otroke Plah, plašen, najplašnejši Tapatapata, v letu 2018 pa pri Cankarjevi založbi zbirka kratkih zgodb Plašč. Leta 2021 je pri Mladinski knjigi izšla njena knjiga za otroke Balabuga!.

## Nagrade
- 2009 − nagrada natečaja revije Literatura za najboljši robni zapis[2]
- 2019 − nagrada revije Sodobnost za najboljši slovenski esej (za Srečno pospravljeni)[2]
- 2022 − modra ptica za najboljši še neobjavljeni roman za odrasle (Na Klancu)[2][3]